# Jacques de Vink
Jacques de Vink (Leiden, 15 juni 1942) is een voormalig Nederlands volleybalinternational.
Jacques de Vink behoorde tot het eerste Nederlandse volleybalteam dat afgevaardigd werd naar de Olympische Spelen. In 1964 werden in Tokio judo en volleybal geïntroduceerd als olympische sport. Nederland werd bij de Zomerspelen van 1964 achtste van de tien deelnemende landen.
Vink was in zijn actieve tijd aangesloten bij DES in Voorburg.
Komaf
Hij was een zoon van de internationaal communist Jacques de Vink, die in de Hortus van Leiden werkte en in Oegstgeest woonde naast de familie Wolkers (zie Terug naar Oegstgeest van Jan Wolkers). (De internationale communisten veroordeelden het Sowjet-systeem, dat immers alleen tot Rusland beperkt was en bijvoorbeeld niet wilden meewerken aan de revolutie in Duitsland. Tijdens de oorlog waren zij actief in het verzet.)